# チェペルFC

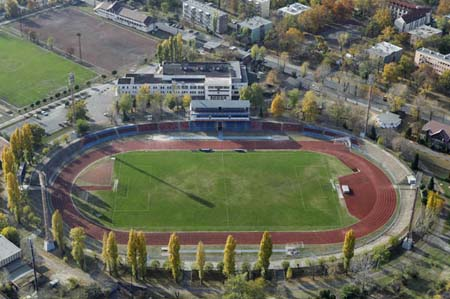
ベーケ・テーリ・シュタディオン

チェペルSC（Csepel SC (ハンガリー語: [ˈt͡ʃɛpɛl])）は、ハンガリーのブダペスト・チェペルをホームタウンとするサッカークラブである。

## 歴史
クラブは1912年に創設された。
1940年にネムゼティ・バイノクシャーグIに初昇格、同年9月1日に最初の試合のディオーシュジェーリMÁVAG戦が行われ、4-3で勝利した。NB Iデビューシーズンの1940-41シーズンは2位のウーイペシュトと勝ち点差4の5位であった。2年目の1941-42シーズンに初優勝し、1942-43シーズンに連覇を達成、1947-48シーズンに3回目の優勝を果たした。
1958-59シーズンに4回目の優勝を果たしてUEFAチャンピオンズカップ 1959-60に出場し、フェネルバフチェと対戦した。
NB Iには1940年から1962年、1963年から1979年、1980年から1986年、1989年から1990年、1992年から1997年まで所属した。

## タイトル
- ネムゼティ・バイノクシャーグI：4回
  - 1941-42, 1942-43, 1947-48, 1958-59

## 欧州の成績
| シーズン | 大会                     | ラウンド   | 対戦相手                   | ホーム | アウェー | 合計    |  |
| -------- | ------------------------ | ---------- | -------------------------- | ------ | -------- | ------- |  |
| 1959-60  | UEFAチャンピオンズカップ | 予選       | フェネルバフチェ           | 2-3    | 1-1      | 3-4     |  |
| 1969-70  | ミトローパ・カップ       | ラウンド16 | ヴァッカー・インスブルック | 1-2    | 2-1      | 3-3     |  |
| 1970-71  | ミトローパ・カップ       | ラウンド16 | スラヴィア・プラハ         | 0-0    | 2-0      | 2-0     |  |
| 1970-71  | ミトローパ・カップ       | 準々決勝   | シュコダ・プルゼニ         | 0-0    | 1-1      | 1-1 (a) |  |
| 1970-71  | ミトローパ・カップ       | 準決勝     | アウストリア・ザルツブルク | 2-0    | 1-4      | 3-4     |  |

## 歴代監督
- シェベシュ・グスターヴ 1942-1944
- データーリ・ラヨシュ 2001-2002

## 歴代所属選手
- トート・ヨージェフ 1948-1961
- チボル・ゾルターン 1951-1952
- レーパーシ・ラースロー 1994